# 製圖工具
製圖工具主要用在製圖上，尤以建築圖使用的最多，下面概述其常用工具。

## 紙
- 道林紙

用來繪作精密圖時使用紙
- 模造紙

一般用以製作模型用，然而大多用於繪製一般建築圖。因為此紙不易出現難以恢復的摺痕，故成為常用紙。
- 素描紙

素描用，通常用半透明。
- 方格紙

基礎用，用來訓練初學者之技巧用。

## 筆
- 鴨嘴筆
- 針管筆（代針筆）
- 塑膠鉛筆

與一般鉛筆不同，類似自動鉛筆。使用石墨筆芯，從3H～5B都有用，不過通常使用H、HB和2B
- 一般鉛筆

即製圖用鉛筆
- 自動鉛筆

## 擦拭工具
- 軟橡皮擦

用來擦拭3B以上的筆觸
- 硬橡皮擦

即一般橡皮擦
- 吸墨紙

用來擦拭墨筆繪作的筆觸
- 毛刷

用來將橡皮擦屑拂拭，以豬鬃毛製成。

## 尺規板
- 三角板組

用以協助繪製直線及角度
- 各種模板

常見橢圓形和圓形，用以繪製圓弧或是弧線。
- 字規

寫工程字用，有英文和數字、正體和斜體之分，亦有常用標註記號可用
- 水平尺

於畫架上製繪時使用，用以繪製水平線
- 鋼尺

一般及木工用,鋼制金屬尺。
- 比例尺

用來模擬物件約略大小比例，常用1/100、1/200、1/300、1/400、1/500和1/600、1/1200等。材質大多為竹、白楊木、黃楊木和烏心石等。
- 丁字尺

绘图时用于绘制水平线的工具。

## 畫架
- 大型畫架

室內用
- 小型畫架
- 可攜式組合畫架

## 其他
- 削筆器

用來削塑膠鉛筆筆芯用，可削飩（重筆觸）漢尖（輕筆觸）
- 壓條

於畫架上製圖時用以壓鎮紙張的